# 巴伐利亞的阿黛爾岡德 (1870-1958)
巴伐利亞的阿黛爾岡德（德語：Adelgunde von Bayern，1870年10月17日—1958年1月4日），巴伐利亞末代國王路德維希三世的長女。
1915年，阿黛爾岡德與霍亨索倫親王威廉結婚，兩人沒有子女。